# Новозагарский сельский округ
Новозагарский сельский округ — упразднённая административно-территориальная единица, существовавшая на территории Павлово-Посадского района Московской области в 1994—2003 годах.
Новозагарский сельсовет был образован в 1924—1925 годах в составе Павлово-Посадской волости Богородского уезда Московской губернии.
В 1926 году Новозагарский с/с включал 1 населённый пункт — деревню Новозагарье.
В 1929 году Новозагарский сельсовет вошёл в состав Павлово-Посадского района Орехово-Зуевского округа Московской области.
13 ноября 1931 года к Новозагарскому с/с был присоединён Андреевский с/с.
17 июля 1939 года к Новозагарскому с/с был присоединён Крупинский сельсовет (селения Крупино, Лёвикно и Шебаново). Одновременно из Новозагарского с/с в Даниловский были переданы селения Андреево и Сумино.
14 июня 1954 года к Новозагарскому с/с был присоединён Даниловский с/с.
3 июня 1959 года Павлово-Посадский район был упразднён и Новозагарский с/с вошёл в Ногинский район.
1 февраля 1963 года Ногинский район был упразднён и Новозагарский с/с вошёл в Орехово-Зуевский сельский район. 11 января 1965 года Новозагарский с/с был возвращён в восстановленный Павлово-Посадский район.
3 февраля 1994 года Новозагарский с/с был преобразован в Новозагарский сельский округ
26 февраля 2003 года Новозагарский с/о был упразднён, а его территория передана в Аверкиевский сельский округ.